# Södra Solberga socken
Södra Solberga socken i Småland ingick i Västra härad, ingår sedan 1971 i Vetlanda kommun i Jönköpings län och motsvarar från 2016 Södra Solberga distrikt.
Socknens areal är 50,99 kvadratkilometer, varav land 49,99. År 2000 fanns här 144 invånare. Kyrkbyn Södra Solberga med sockenkyrkan Södra Solberga kyrka ligger i socknen. 

## Administrativ historik
Södra Solberga socken har medeltida ursprung. Före den 1 januari 1886 (ändring enligt beslut den 17 april 1885) var namnet Solberga socken.
Vid kommunreformen 1862 övergick socknens ansvar för de kyrkliga frågorna till Södra Solberga församling och för de borgerliga frågorna till Södra Solberga landskommun. Landskommunen inkorporerades 1952 i Korsberga landskommun och uppgick sedan 1971 i Vetlanda kommun. 2006 i Korsberga församling.

1 januari 2016 inrättades distriktet Södra Solberga, med samma omfattning som församlingen hade 1999/2000.  
Socknen har tillhört samma fögderier och domsagor som Västra härad. De indelta soldaterna tillhörde Jönköpings regemente, Västra härads kompani, och Smålands grenadjärkår, Östra härads kompani.

## Geografi
Södra Solberga socken ligger söder om Vetlanda på gränsen till Kronobergs län. Socknen är höglänt med platser upp till 312 meter över havet och är en kuperad skogsbygd.

## Fornlämningar
En boplats och två hällkistor från stenåldern och något gravrösen från bronsåldern finns här.

## Namnet
Namnet (1335 Solbärga), taget från kyrkbyn, innehållet troligen solens läge vid viss tidpunkt på dagen.
Före 1 januari 1886 var socknens namn Solberga socken.

### Fotnoter
1. 1 2 3  Svensk Uppslagsbok andra upplagan 1947–1955: Södra+Solberga socken
2. 1 2  Harlén, Hans; Harlén Eivy (2003). Sverige från A till Ö: geografisk-historisk uppslagsbok. Stockholm: Kommentus. Libris 9337075. ISBN 91-7345-139-8
3. ↑  SCB folkräkningen 1890 andra delen Arkiverad 24 september 2015 hämtat från the Wayback Machine. sida 22 anm. till Jönköpings län not 1
4. ↑  ”Församlingar”. Statistiska centralbyrån. https://www.scb.se/hitta-statistik/regional-statistik-och-kartor/regionala-indelningar/forsamlingar/. Läst 30 december 2022.
5. ↑  Solberga&Typ=Alla&DatumFran=&DatumTill= Administrativ historik för Södra Solberga socken (Klicka på församlingsposten). Källa: Nationella arkivdatabasen, Riksarkivet.
6. ↑  Indelta soldater, torp och rotar i Jönköpings län Arkiverad 24 januari 2012 hämtat från the Wayback Machine. Jönköpingsbygdens Genealogiska Förening
7. 1 2  Sjögren, Otto (1931). Sverige geografisk beskrivning del 2 Östergötlands, Jönköpings, Kronobergs, Kalmar och Gotlands län. Stockholm: Wahlström & Widstrand. Libris 9939
8. 1 2 3  Nationalencyklopedin
9. ↑  Fornlämningar, Statens historiska museum: Södra Solberga socken
10. ↑  Fornminnesregistret, Riksantikvarieämbetet: Södra Solberga socken Fornminnen i socknen erhålls på kartan genom att skriva in sockennamn (utan "socken") i "Ange geografiskt område"